# 창원시의 지질

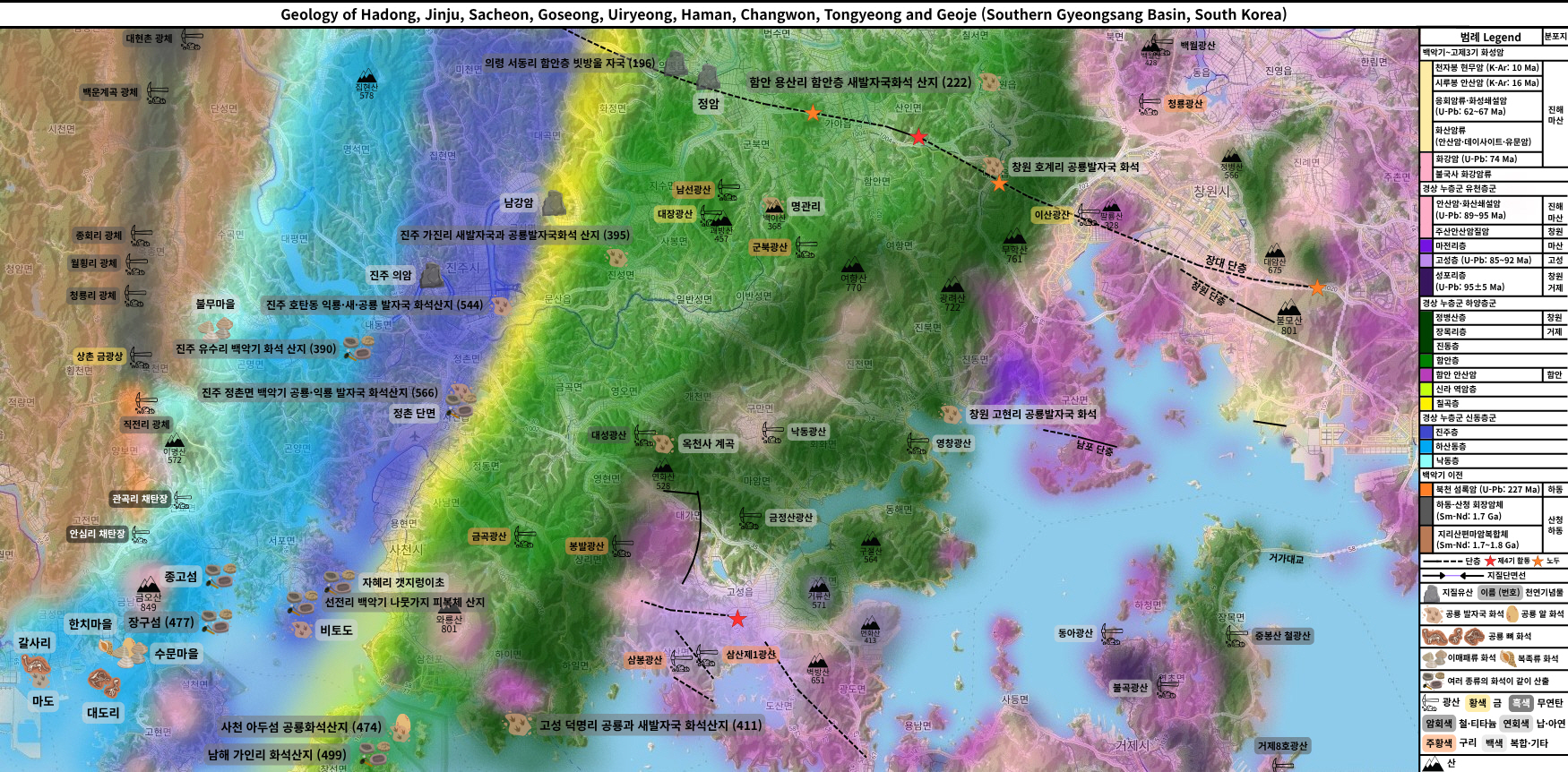
경상 분지 남부 하동군, 진주시, 사천시, 의령군, 함안군, 고성군, 통영시, 거제시, 창원시의 지질

본 문서에서는 경상남도 창원시의 지질과 창원 고현리 공룡발자국 화석, 창원 호계리 공룡발자국 화석 등 창원시 내 지질유산에 대해 설명한다.

## 개요
창원시는 중생대 백악기의 퇴적분지 경상 분지의 남단에 위치하여 경상 누층군의 퇴적암 지층인 진동층, 마전리층, 성포리층, 화산암인 유천층군과 이들을 관입한 불국사 화강암류가 분포한다. 창원시의 진동층에는 창원 고현리 공룡발자국 화석, 창원 호계리 공룡발자국 화석이 있다.
1:5만 지질도폭 상으로,
- 영산 지질도폭(1964) 남부 (의창구 북면 북부, 동읍 북부, 대산면 북부)[3]
- 마산 지질도폭(1963) 북서부 제외 전역 (의창구 중·남부, 마산회원구, 마산합포구 북동부, 성산구)[4]
- 진동리 지질도폭(1963) 동부 (마산합포구 진전면, 진북면, 진동면 남서부)[5]
- 진해 지질도폭(2021) 남부 제외 전역 (마산합포구 진동면, 구산면, 현동, 우산동, 가포동, 덕동동, 귀산동, 진해구 서부)[6]
- 가덕 지질도폭(1983) 서부 (진해구 동부)

에 해당한다.

## 경상 누층군진동층

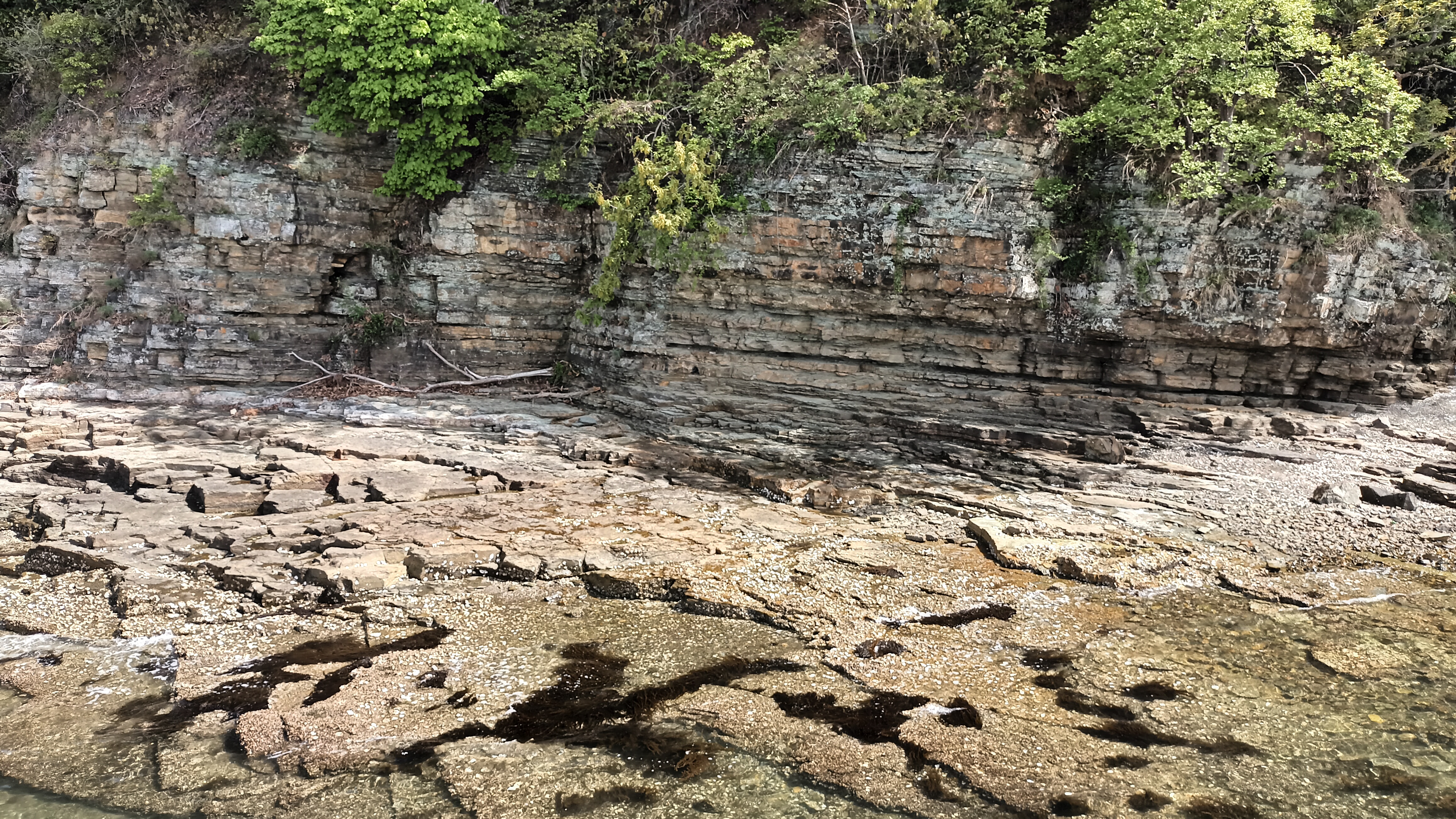
창원시 마산합포구 진동면 요장리 주도항 해안산책로의 진동층

진동층(Jindong Formation)은 경상 누층군 하양층군의 최상부 지층이며 창원시 마산합포구 진동면에서 그 이름이 유래되었다. 창원시 마산합포구와 마산회원구에 넓게 분포하며 지질유산으로 창원 호계리 공룡발자국 화석과 창원 고현리 공룡발자국 화석이 있다.

### 암상
마산 지질도폭(1963)에 의하면 하위의 함안층을 정합으로 덮으며 (암)회색 셰일, 회색 알코스사암으로 구성되고 약간의 역암을 협재하며 셰일 중에는 연흔 구조가 관찰된다. 진동층 하부는 자색 셰일을 협재하지 않는다는 점에서 함안층과 구별되며 대체로 회색 셰일과 회녹색 이암 등으로 구성된다. 진동층의 주향은 북동 30°이며 경사는 마산회원구 지역에서 남동 10°이하, 정병산~성산구 지역에서 북서 15°이상으로 상반되어 있다. 진동층의 최대 두께는 약 1,300 m이다.
진동리 지질도폭(1963)에 의하면 진동층은 함안층 상위에 정합적으로 놓이며 하부로부터 흑색, 암회색 셰일층, 처트층으로 구성되며 그 두께는 1,500 m에 달한다. 암상에 따라 3개 지층으로 구분된다. 최하부의 흑색 내지 암회색 셰일층(Kjd)은 두께 100~500 m이며 셰일층은 대개 암회색 내지 흑색을 띠나 자색(赭色)층을 협재하기도 한다. 암회색 셰일층 위에는 증산(曾山)층과 처트층이 놓인다. 두께 0~150 m의 증산층(Kjdu)은 진북면 부평리 북측의 증산(시루봉, 448 m) 일대에 소규모 분포하며 하부로부터 회녹색 역암, 사암, 회색 내지 자색(赭色) 셰일 등으로 구성된다. 처트층(Kjdc)은 회(백)색, 회록색 처트층과 회백색 알코스사암으로 구성된다. 1963년 진동리도폭 조사 당시에는 화석을 발견하지 못하였으나 이후 공룡과 새의 발자국 화석이 발견되었다. 진동층의 표식지인 진동면과 진북면, 진전면의 대부분 지역, 고성면 회화면, 마암면, 개천면, 동해면의 대부분 지역에 분포한다.
진해 지질도폭(2021)에 의하면 창원시 마산합포구 진동면 태봉리와 동전리 서부, 교동리와 요장리, 송내도와 소궁도 그리고 거제시 북부 장목면의 유호리, 농소리, 송진포리, 하청면 대곡리 일부 지역에 분포하며 이들은 해수면 아래로 이어져 있다. 이 지역의 진동층은 (암)회색 셰일과 사암이 우세하며, 상부에 응회암 혹은 응회질사암, 화산역암을 협재하고 진동층의 상단에 유백색 응회질사암으로 덮인다. 셰일은 층리가 잘 발달하고 회색 세립사암과 호층을 형성한다. 진동면 태봉리에서는 녹회색 응회질사암이 수십 m 두께로 협재되는데 측방으로 수 킬로미터 연장되며 층리가 없다. U-Pb 저어콘 연대측정 결과는 상부에 협재된 응회암은 98.8±1.1 Ma, 상단의 응회질 사암은 99.9±1.2 Ma  (백악기 후기 세노마눔절)이다. 진동층은 진동면 지역에서 대체로 북동 20~55°의 주향과 남동 6~23°의 경사를 보인다.

### 시추공
한국지질자원연구원(2024)은 창원시 마산합포구 진동면 신기리 530-6 지역(삼진체육관)에서 진동층에 대해 753.5 m 깊이로 시추공을 뚫어 암석의 지구과학적 특성을 연구하였다. 시추코어 내에서는 지하 525 m, 547 m 2개 지점에서 역단층 내지 충상단층이 확인되었다.

### 창원 호계리 공룡발자국 화석

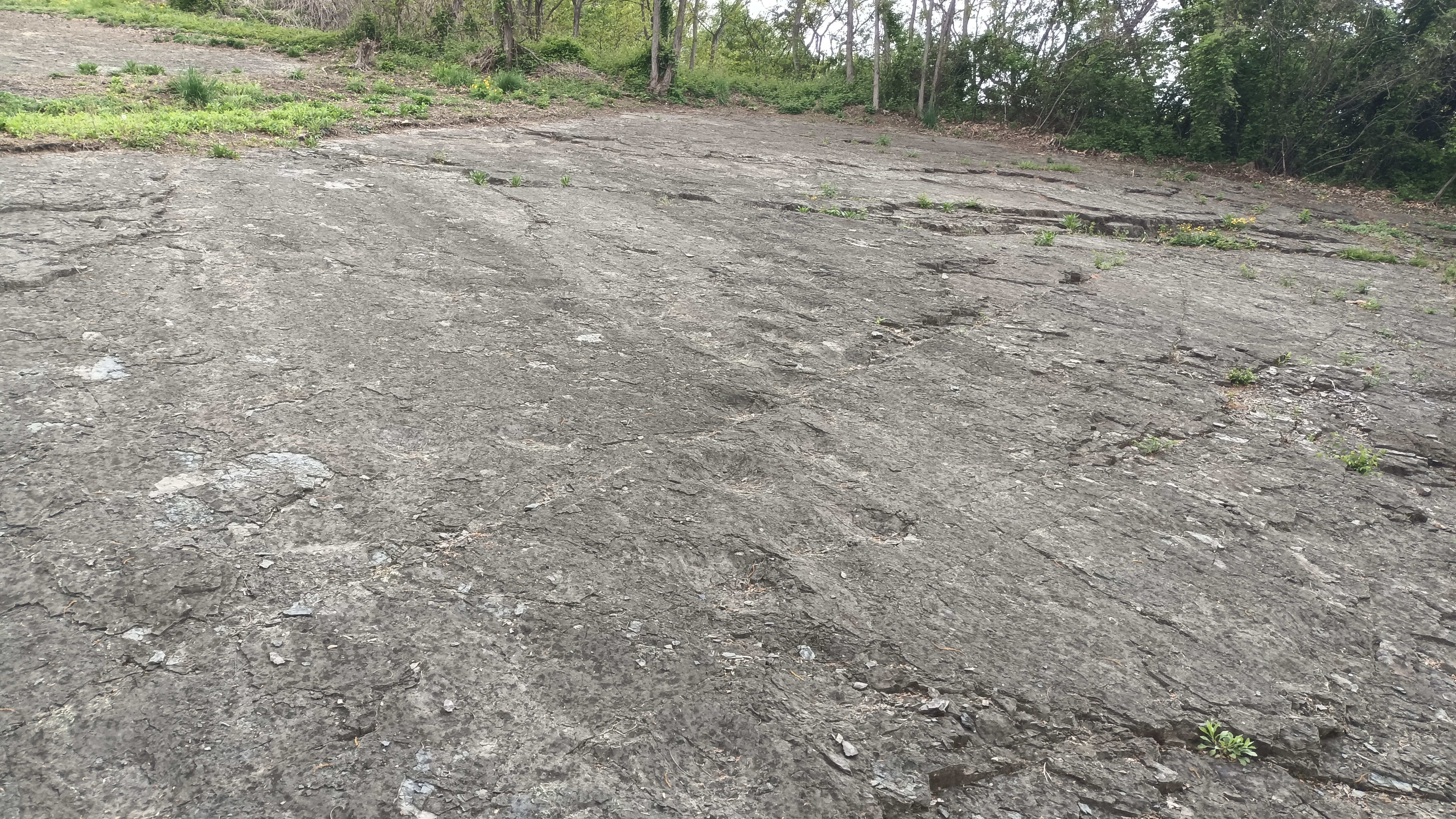
창원 호계리 공룡발자국 화석산지 진동층의 층리면

창원시 내서읍 호계리 산 50-1, 내서분기점 남서쪽(N 35°15'28.74", E 128°30'49.50")에 위치한 창원 호계리 공룡발자국 화석는 구마고속도로 확장 공사로 발견되었으며 중회색 셰일층 상에서 200여 개의 공룡 발자국과 새발자국 화석이 확인되었다. 진동층 상에는 연흔과 건열 구조, 생흔 화석과 탄화목편, 건조한 기후와 염수의 존재를 지시하는 증발광물흔이 산출된다. 이곳에 드러난 중생대 백악기의 퇴적암 지층 경상 누층군 진동층의 900 m2의 비탈 암반면에서 대ㆍ소의 이구아나룡과에 속하는 고성룡족인 공룡 발자국 166개가 확인되었다.
이들 공룡발자국 화석은 평행 또는 비스듬히 이동한 흔적을 남기고 있으며, 지름 8cm 정도의 원형 새끼공룡 발자국 화석도 발견되고 있다. 공룡발자국이 산출되는 이곳 지층은 약 1억년 전의 중생대 백악기 전기 경상 누층군 하양층군 진동층의 중회색 셰일 암반층이다. 마산 호계리 공룡발자국화석은 약 1억 년 전의 중생대 백악기의 공룡 발자국 화석으로 약 900 m2에 걸쳐 대·소의 이구아나룡과에 속하는 고성 공룡족인 170여개의 발자국이 발견되어 자연사(自然史) 자료로 높이 평가되고 있다.

### 창원 고현리 공룡발자국 화석
창원 고현리 공룡발자국 화석은 창원시 마산합포구 진동면 고현리 해안의 경상 누층군 진동층에 드러난 공룡발자국 화석산지이다. 고현리 공룡발자국화석은 발자국의 내부구조를 잘 보여주고 있어 보존가치가 높은 자료로 평가되고 있으며, 공룡생태 연구에 큰 도움을 주고 있다. 이곳의 진동층 지층 상에는 아래 사진과 같이 층리와 연흔 그리고 건열 구조가 매우 선명하게 드러나 있다. 현재 이곳의 공룡 발자국 화석은 해수의 침식으로 소멸되거나 희미해져 있으며 보호 시설 없이 사실상 방치되어 있다. 이곳을 탐사할 경우, 바위 표면이 매우 미끄러워 주의해야 한다.
이곳의 진동층은 회색 내지 암회색의 엽층리 내지 박층으로 교호하는 이암과 셰일, 세립사암 내지 실트스톤이 발달한다. 공룡 20마리의 발자국 화석 400개가 발견되었으며, 진동층에는 아래 사진과 같이 매우 선명한 층리, 연흔, 건열, 우흔, 단층 구조 등이 관찰된다. 경상남도 기념물 제105호로 지정되었으며 간조 시에만 관찰이 가능하다. 고현리 일대 해안가에는 진동층의 노두를 관찰할 수 있다. 또한 고현리 일원(북위 35° 05′ 59.54″ 동경 128° 28′ 55.52″ / 북위 35.0998722°  동경 128.4820889° )의 진동층 노두에는 서북서 내지 북서 방향의 단층들이 진동층의 사암 내지 이암을 1 m 이내으 수직변위로 절단하고 있다. 이들 중 일부는 모든 지층을 절단하지 못하고 연질변형퇴적구조(SSDS)가 함께 관찰되어 퇴적동시성 단층임을 지시한다. 단층의 고응력은 북북동-남남서 방향의 최소수평응력({\displaystyle \sigma _{H}max})을 지시한다.
창원 고현리 공룡발자국 화석산지의 경상 누층군 진동층
- 건열 구조
북위 35° 06′ 07.3″ 동경 128° 29′ 05.4″ / 북위 35.102028°  동경 128.484833°
- 북위 35° 06′ 07.0″ 동경 128° 29′ 05.8″ / 북위 35.101944°  동경 128.484944°
- 북위 35° 06′ 06.6″ 동경 128° 29′ 06.7″ / 북위 35.101833°  동경 128.485194°
- 단층 구조
북위 35° 06′ 06.8″ 동경 128° 29′ 06.9″ / 북위 35.101889°  동경 128.485250°
- 연흔 구조
북위 35° 06′ 07.1″ 동경 128° 29′ 04.3″ / 북위 35.101972°  동경 128.484528°
- 층리 구조
북위 35° 06′ 04.1″ 동경 128° 29′ 02.1″ / 북위 35.101139°  동경 128.483917°
- 연흔 구조
북위 35° 06′ 03.8″ 동경 128° 29′ 02.1″ / 북위 35.101056°  동경 128.483917°

### 기타 화석
창원시 내서읍 호계리 지역의 진동층에서 105개의 발자국으로 구성된 7개의 소형 용각류의 보행렬이 확인되었다. 내서분기점의 고속도로변 절토 부분에서 공룡 발자국 화석이 발견되었으며 엽층 내지 박층의 담회색질의 세립사암 내지 실트스톤과 암회색질 이암에서 화석이 산출된다. 지층에서는 새발자국 화석과 무척추동물의 생흔 화석 그리고 연흔 및 건열 구조도 발견된다.
창원시 내서읍 호계리 부근 진동층에서 다양한 새발자국 화석이 발견되었다. 새발자국 화석은 얇은 층 내지 엽층으로 발달된 세립사암 내지 실트스톤과 이암의 호층(互層) 암상에서 산출된다. 이 지역의 새발자국 화석은 발자국의 크기와 형태를 바탕으로 크게 세 가지 종류로 구분되었고, 이들 새발자국 화석 가운데 두 종류는 진동층에서 보고된 바 있는 Koreanaornis hamanesis와 Jindongornipes kimi이며, 나머지 한 종류는 진동층에서 처음으로 보고되는 물갈퀴가 있는 새발자국으로 이는 국내에 보고된 바가 없는 새로운 종일 가능성이 있다. 이 지층에서는 용각류 공룡발자국 화석과 작은 무척추 동물의 생흔 구조가 수반되며, 건열 및 연흔 구조와 증발 광물 캐스트가 관찰되었다.
창원시 용동 용추계곡의 등산로를 따라 드러난 진동층에서 공룡 발자국 화석이 산출되었다. 초식 공룡의 것으로 추정되는 발자국 화석은 용추10교 등산로 옆의 계곡 바닥(N 35°14'07.66", E 128°43'14.18")의 약 480 cm의 좁은 범위 내에서 보행렬이 관찰되며 발자국의 크기는 길이 40~45 cm, 폭 35~40 cm, 깊이 7~10 cm 정도이다. 이 밖에도 용추 7, 9교 아래쪽 계곡바닥면에서도 발자국 화석이 확인되나 희미하다. 이곳의 진동층은 대체로 혼펠스화되었고 성층면에는 연흔과 건열 구조가 발달한다.

### 정병산층
정병산층은 창원시내 북동부 정병산 능선부와 진영읍 우동리, 하계리 등지에 분포하는 지층이다. 마산 지질도폭(1963)에 의하면 진동층 중부 이후에 해당하며 진동층이 국부적으로 변성된 형태의 지층이며 처트, 안산암질암류, 응회질셰일 및 응회암이 교호한다. 정병산 부근에서는 주향 북동 40°, 경사 북서 16~30°이며 산정의 진동층 상부에서는 북동 주향에 경사는 남동 10°이다. 장벽산릉에서는 후기안산암질암 관입체중에 포획암으로 잔류하며 대체로 남-북 주향에 서쪽으로 26~45° 경사한다. 일반적으로 교상의 층리가 잘 발달되었다. 주산정에서는 화강암과 혼동하기 쉬운 조립알코스사암이 약 5미터 두께로 협재된다.
정병산 능선부의 정병산층
- 북위 35° 15′ 36.7″ 동경 128° 41′ 40.9″ / 북위 35.260194°  동경 128.694694°

## 유천층군 하부 안산암질암류
경상 누층군 유천층군 하부 안산암질암류는 기존의 주사산 안산암(주산안산암질암)에 대비되며 창원시 지역에서는 하부에 용암층이 있고 그 위에 화산쇄설암과 용암, 층회암(Tuffite)이 놓인다.

### 웅산안산암
웅산안산암은 진해구 자은동 북동부 웅산(709.9 m) 일대에 분포하는 안산암이며 매우 가파른 산악지형을 형성한다. 이 암석은 분포지 남부에서 화강암 및 화강섬록암에 관입당했고 북부는 단층으로 잘려 있으며 웅산 서쪽 능선에서 안민화산쇄설암에 의해 덮힌다. 이 암석은 각력암이 협재되며 대부분 녹회색 내지 암회색을 띠는 용암류로 구성된다. U-Pb 가중평균 연대측정 결과는 97.1 Ma으로 백악기 후기 세노마눔절이다.

### 안민화산쇄설암
안민화산쇄설암은 안민고개 능선부에 분포하며 웅산안산암을 덮고 성포리층에 의해 덮힌다. 대체로 안산암질이며 두께는 약 500 m이다. U-Pb 연대측정 결과는 95.5 Ma이다.

### 성포리층
진해 지질도폭(2021)에 의하면 마산 지질도폭(1963)에서 명명된 정병산층의 연장부이며 창원시 진해구 경화동 북서부에 소규모로 노출되어 있다. 이곳에서 남쪽으로 가면 화강암에 의해 관입당했으나 바다 밑으로 연속되어 해군사관학교 동쪽과 구산면 심리와 진해구 명동의 초리도와 진해구 수도동 산 258의 아랫꼬지섬에서 다시 출현한다. 그리고 진해구 북부동 북동부 능선부와 소사동 북부(불모산 남동부)에도 소규모로 분포한다. 성포리층은 응회질사암과 이암이 교호하며 내부에 처트, 응회질역암과 라필리 응회암이 협재된다. 지층의 두께는 200~400 m이며 초리도를 제외하고는 주변의 심성암 관입으로 대체로 혼펠스화되어 있다. 지층의 주향과 경사는 경화동 북서부에서 북서 5~50° 및 남서 20~35°, 북부동 능선에서 북동 50~70° 및 남동 22~28°이다. U-Pb 연대측정 결과는 92.8~229 Ma 범위이며 퇴적시기는 95.1±5.1 Ma이다.
진해구 수도동 산 258의 아랫꼬지섬의 성포리층
- 북위 35° 04′ 59.5″ 동경 128° 44′ 23.4″ / 북위 35.083194°  동경 128.739833°
- 북위 35° 04′ 59.2″ 동경 128° 44′ 23.4″ / 북위 35.083111°  동경 128.739833°

### 여좌화산쇄설암
여좌화산쇄설암은 창원시 진해구 대죽동과 안곡동의 고절산(188.7 m)과 곶출산(205.4 m) 일대에 분포하고 구산면 난포리, 심리와 진해구 명동 남부 및 북부동에 소규모로 분포한다. 대개 녹회색~암회색을 띠는 안산암질 응회암이며 성포리층을 덮고 다른 안산암에 의해 덮힌다. 암석의 두께는 고절산에서 최고 200 m, 난포리에서 70 m이다.

### 귀산안산암
귀산안산암은 진동면 동부에서 마산합포구의 현동, 덕동동 중부, 가포동, 구산면 적곡리, 심리~난포리, 귀산동, 진해구의 현동, 북부동 지역과 수우도, 소수우도, 부도, 화도, 도투리섬, 음지도 등의 도서에 분포한다. 이 암석은 대부분 용암층으로 구성되고 각력암층이 있으며 암석의 두께는 진해구 현동의 평지봉(426.6 m)에서 330 m, 구산면 서부에서 250 m, 남부에서 150 m, 진해구 북부동에서 170 m이다. 백악기 섬록암, 화강암, 고제3기 세립질화강섬록암에 의해 관입당했다. U-Pb 가중평균연대는 89.8±1.2 Ma (백악기 후기 투랜절~코냐크절)으로 최후 분출시기로 해석된다.

### 마전리층

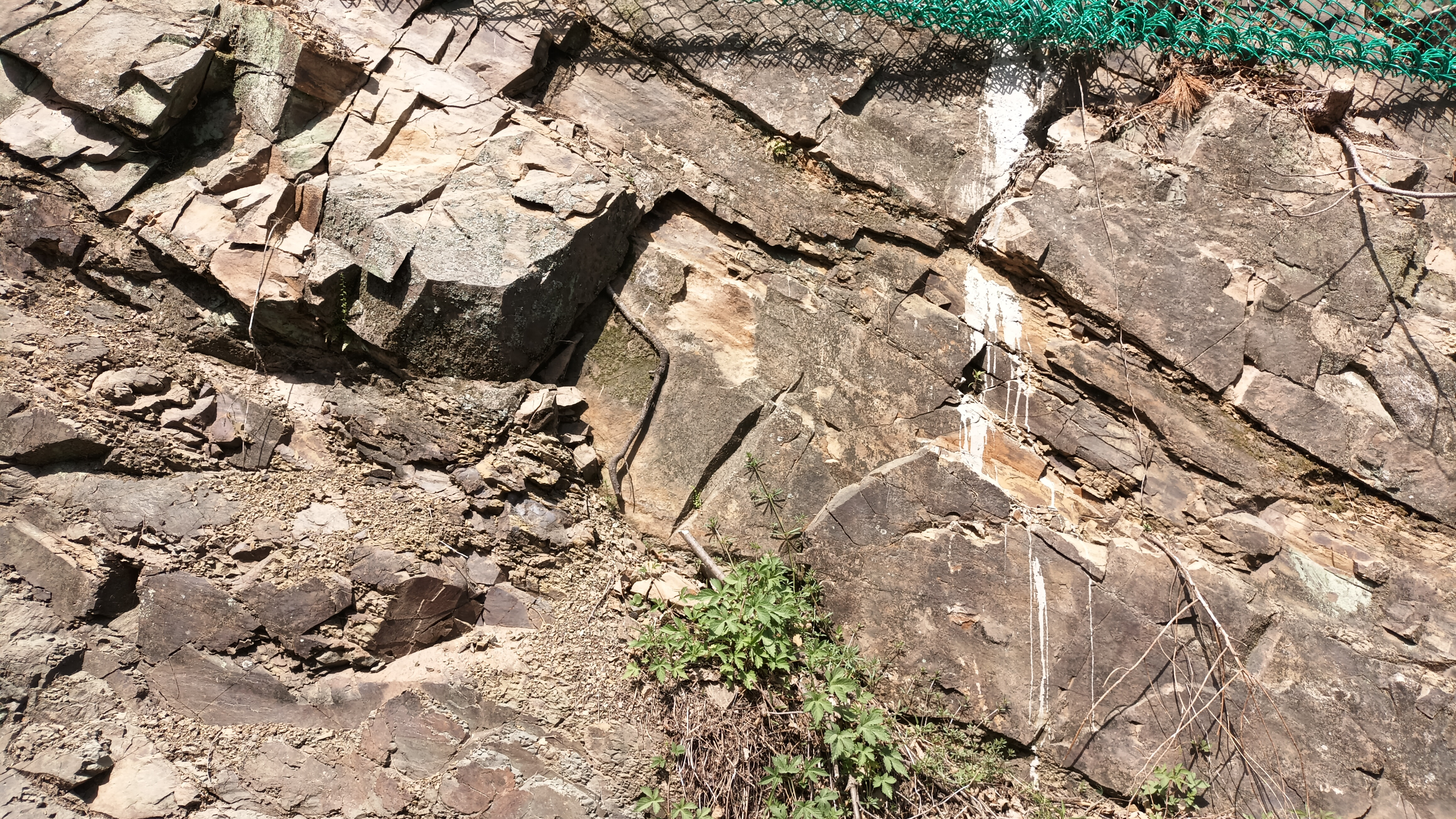
진동면 다구리 지방도 제1002호선 도로변의 마전리층

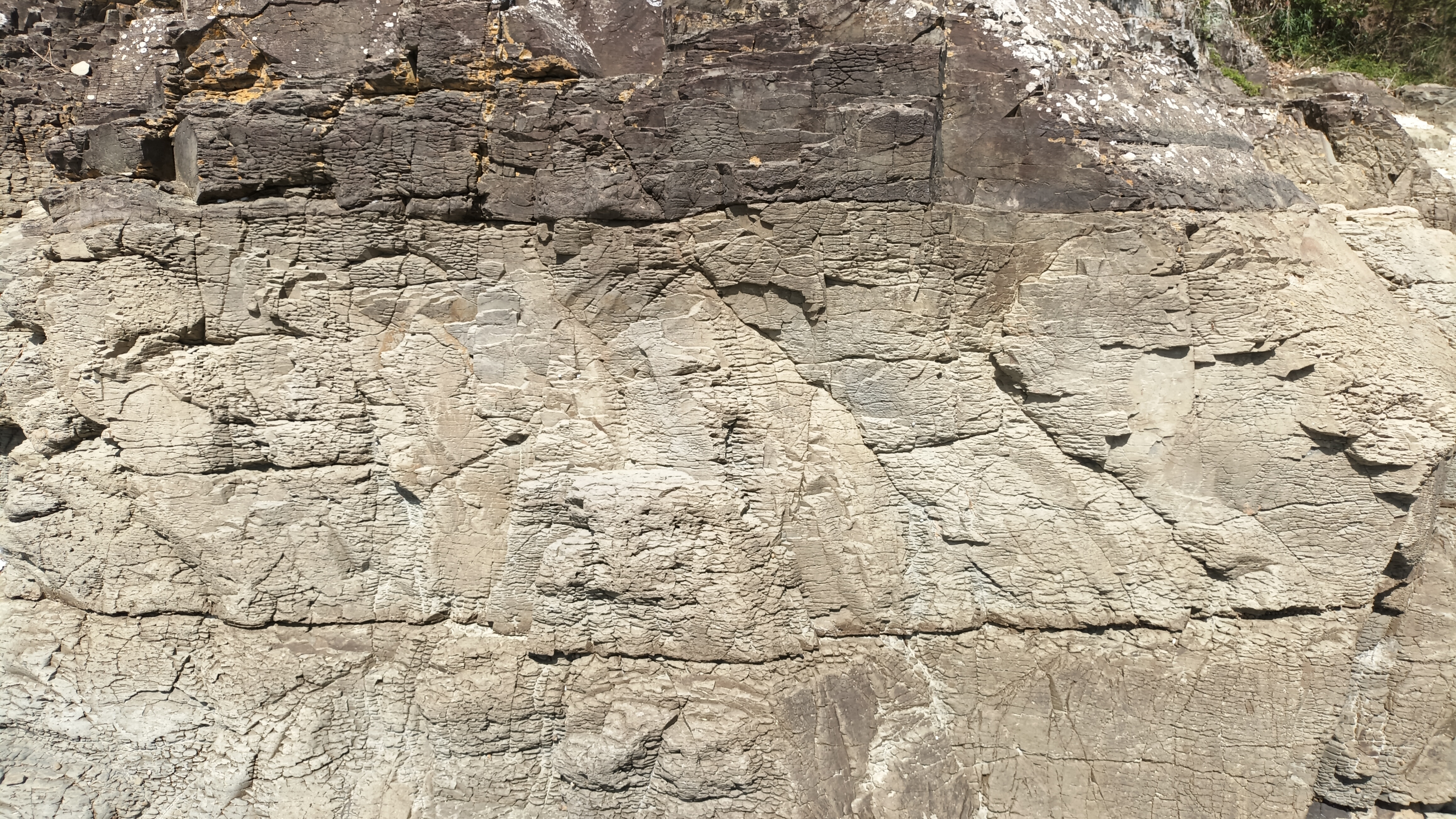
구산면 석곡리 해양드라마세트장 해안가의 마전리층

마전리층은 구산면 마전리, 석곡리, 진동면 다구리, 요장리, 인곡리 및 수리봉, 진해구 현동 북서부, 성산구 산성산 등지에 분포하며 이들 해안을 따라 노두가 드러나 있다. 마전리층은 수 cm~수 m 두께의 역암, 사암, 이암이 호층을 형성하고 있다.

## 백악기 심성암류 마산암
백악기 후엽 심성암류는 하양층군과 하부 안산암질암류를 관입하였으며 마산 지질도폭(1963)에서 마산암으로, 진해 지질도폭(2021)에서 암주(巖柱) 형태의 백악기 심성암류로 기재되었다.

### 섬록암
섬록암은 창원시 마산합포구 가포동 남부, 구산면 반동리, 진동면 교동리에 암주 형태로 분포한다. 섬록암은 회백색 또는 청회색을 띠고 중립질이며 주 구성 광물은 사장석, 휘석, 각섬석, 흑운모, 자철석 등이다. 진동층, 귀산안산암, 여좌화산쇄설암을 관입했으며 중부 유문암질암류 구복응회암과 상부 안산암질암류 유산응회암에 의해 덮힌다.

### 화강섬록암
화강섬록암은 진해구 자은동 남동부 시루봉에서 장천동 북동부 수리봉에 이르는 능선 일대와 북부동, 제덕동 일대에 분포한다. 이 암석은 담회색~회백색이고 중립~세립질며 사장석, 석영, 정장석, 각섬석, 흑운모, 자철석 등으로 구성된다. U-Pb 가중평균연대는 90.18±0.86 Ma이다.

### 화강암
화강암은 진해만을 따라 진해구 태백동, 경화동, 석동, 자은동, 풍호동에 넓게 분포하여 저지대를 형성하고 귀산동과 대죽도에 소규모 분포한다. 창원시를 중심으로 거대한 암주(巖柱)를 형성하는 이들은 지하로 연결된다. 화강암은 유백색 또는 담홍색을 띠고 석영, 정장석, 사장석, 흑운모, 각섬석, 자철석 등으로 구성된다. U-Pb 가중평균연대는 74.61±0.70 Ma (상파뉴절)이다.

## 중부 유문암질암류

### 구복응회암
구복응회암은 진동만 동안을 따라 구산면 내포리, 구복리, 심리 지역과 도섬, 쇠섬, 자라섬, 안목섬, 긴섬, 곰섬, 닭섬, 나비섬, 북섬, 장구섬, 징섬 등지에 분포하는 응회암이다. 유문암질 내지 데이사이트질인 구복응회암은 하부 안산암질암류와 백악기 심성암류를 부정합으로 덮으며 지층의 두께는 100~180 m로 추정된다. SHRIMP U-Pb 가중평균연대는 67.97±0.44 Ma (마스트리흐트절)이다.

## 상부 안산암질암류

### 덕동안산암
덕동안산암은 창원시 마산합포구 덕동동과 막개도에 분포하며 그 외에 구산면 반동리와 진해구 북부동에 소규모 분포한다. 이 안산암은 암녹회색, (갈)회색을 띠며 구복응회암을 덮고 두께는 덕동동에서 100 m 미만, 북부동에서 170 m로 추정된다.

### 유산응회암
유산응회암은 마산합포구 가포동, 덕동동, 현동에서 구산면 유산리, 수정리, 옥계리까지 대략 북서-남동방향으로 분포하는 안산암질 내지 데이사이트질 응회암이다. 지층의 두께는 옥계리 북서부 백령고개 부근에서 500 m에 달하나 북쪽으로 가면서 점차 얇아져 유산리에서 150 m, 덕동 북쪽에서 50 m 이하로 얇아진다. U-Pb 가중평균연대는 65.78±0.77 Ma으로 대략 백악기-고진기 경계에 분출하였다.

### 수정안산암
수정안산암은 수정리, 옥계리, 난포리 동부 해안에 분포하는 안산암이다. 암석의 두께는 수정리에서 300 m 이상, 덕동동 청량산 산 중턱에서 70 m 이하이다.

### 난포응회암
난포응회암은 현동, 가포동, 덕동동의 청량산(320.1 m)-모산(272 m) 중턱을 따라 남북으로 길쭉하게 분포하는 안산암질~데이사이트질 응회암이다. 두께는 청량산에서 50 m 정도이다.

### 모산안산암
모산안산암은 청량산-모산 정상 능선부에 분포하며 진해구의 제황산동에도 분포한다. 두께는 청량산에서 50 m, 제황산동에서 100 m 이내이다.

## 고제3기

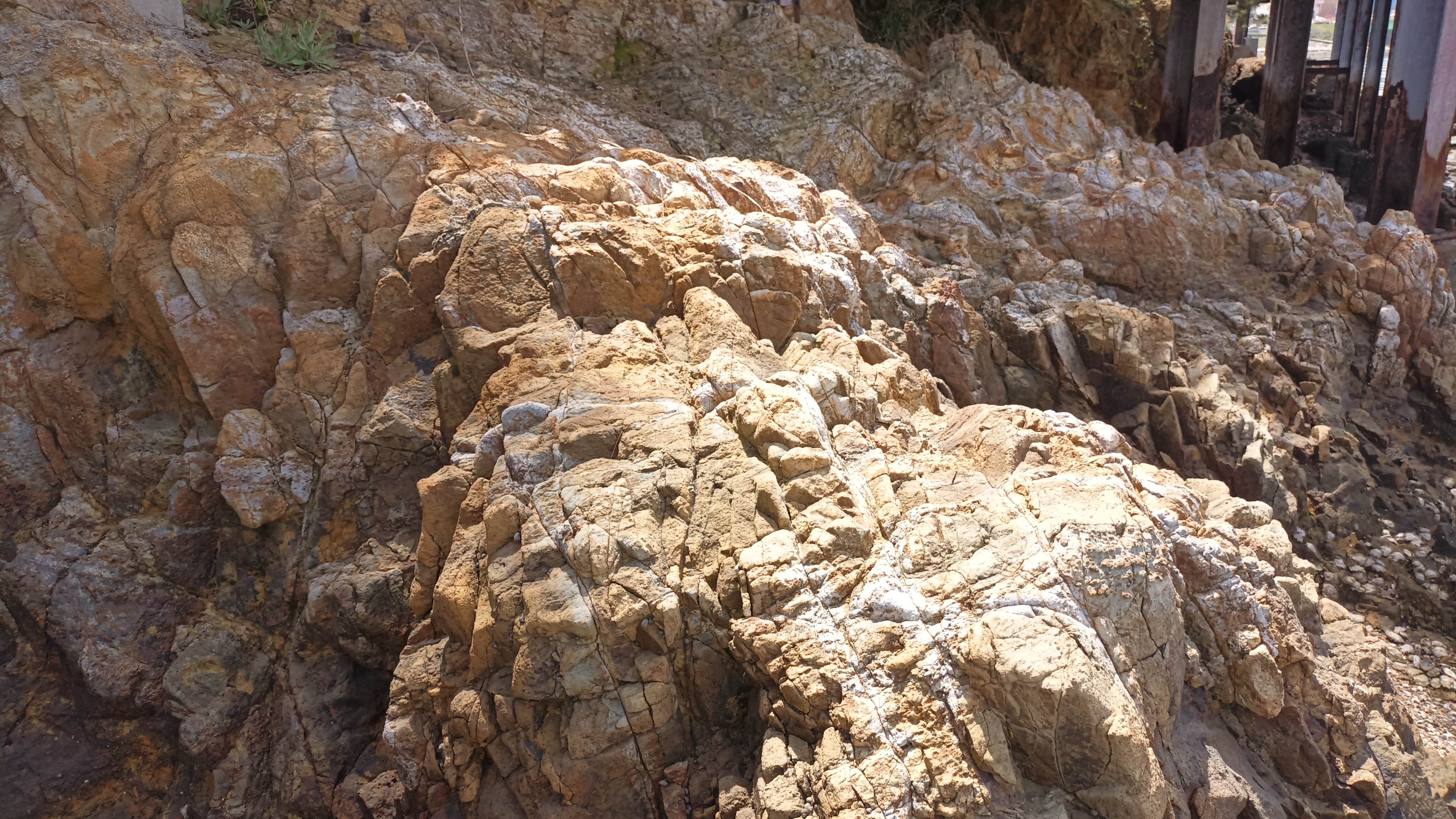
창원시 진해구 명동 동섬 고제3기 유문암

### 세립질 섬록암
세립질 섬록암은 마산합포구 구산면 옥계리 동부 해안에 작은 암주 형태로 분포하며 진동층과 유천층군 상부 안산암질암류를 관입하였다.

### 세립질 화강섬록암
세립질 화강섬록암은 진동면 다구리, 구산면 수정리와 심리에 작은 암주 형태로 분포하며 마전리층과 상부 안산암질암류를 관입하였다.

### 진해화성쇄설암
진해화성쇄설암은 행암동, 원포동, 죽곡동, 명동 북부와 우도 및 소쿠리섬, 서중동, 제덕동에 분포하는 데이사이트질 내지 유문암질 암석이다. U-Pb 가중평균연대는 62.82±0.55 Ma으로 고제3기 다니아절이다.

### 데이사이트
데이사이트는 현동 나들목 동쪽과 진해구 원포동 북부 능선부에 소규모 분포하며 원포동에서는 진해화성쇄설암 위에 두께 70 m의 모자 형태의 용암 돔 구조를 형성하고 있다.

### 유문암
유문암은 진해구 명동의 남부 해안과 동섬(지번 : 진해구 명동 337-1, 간조시 출입 가능)에 소규모 분포한다.

## 기타

### 현무암
현무암은 천자봉(506.8 m) 남쪽 장천동, 원포동, 죽곡동 산지 지역에 분포하며 수직 절리와 애추(talus)를 형성한다. 전암 칼륨-아르곤 연대 측정 결과는 10 Ma이다.

## 광산과 지하자원
창원시 내에는 경상 누층군의 니질 퇴적암과 안산암을 모암으로 하여 금, 은, 구리, 납, 아연, 철 등의 광맥이 분포하나 현재 가행되는 광산은 없다. 이외에도 창원시 의창구 북면 백월산, 무곡리 등지에 납, 아연, 황철석 등을 채광하는 채광장이 존재하였다.

### 백월 아연광산
백월광산은 창원시 의창구 북면 마산리 동방 1.5 km 지점, 백월산(428 m) 부근에 위치한 납, 아연 광산이다. 백월광산 일대의 지질은 각력응회암, 안산암질 응회암과 이를 관입한 안산암질암으로 구성되며 광상은 이들 암석 중에 발달한 소규모의 단층 열극을 충전한 석영맥에 수반된다. 광맥은 대략 북서 30~40° 주향에 북동쪽으로 50~70° 경사하며 맥폭은 5~10 cm 정도로 방연석, 섬아연석과 소량의 은, 황동석, 황철석이 산출된다. 광석의 평균 품위는 납 16.17%, 아연 6.70%, 은 53.5 g/t, 구리 0.72%이다. 이곳에서 북쪽으로 2 km 지점의 낙동강변에는 주산안산암질암 내에 남-북 주향에 수직 경사하는 폭 30 cm의 광맥이 발달하며 조선 시대부터 개발된 것으로 전해진다.

### 대원광산
대원광산은 창원시 의창구 북면 무곡리의 주산안산암질암에 발달하는 금, 은, 동 광산이다. 대원광산 일대의 토양은 구리, 납, 아연 등의 중금속으로 오염된 것으로 나타났다.

### 청룡광산
청룡광산(靑龍鑛山)은 창원시 의창구 북면 대산리 갈전마을에 위치한 구리 광산으로 일대의 지질은 녹색 응회암 및 각력암을 모암으로 하는 석영맥이다. 2개의 갱도와 1개의 노두가 있다.

### 구룡광산
구룡광산(九龍鑛山)은 창원시 의창구 북면 고암리 동북방 1 km 지점에 위치한 광산으로 휘석분암 내의 석영맥으로서 자형의 황철석과 황동석, 방연석이 산출된다.

### 이산광산
이산광산(鯉山鑛山)은 창원시 마산회원구 양덕동에 위치하며 1927년부터 소규모로 채광되어 온 금, 은, 구리 광산이다. 이산광산 일대의 지질은 경상 누층군 진동층의 셰일과 처트 지층을 관입한 분암(玢巖)에 부존된 2조의 평행한 석영맥(남맥, 북맥)으로 구성된다. 광맥은 북서 65~75° 의 주향과 북동 내지 남서 80°의 경사를 보이며 맥폭은 평균 25 cm이다. 황동석과 황철석이 주요 광물이며 방연석, 섬아연석, 유비철석(硫砒鐵石)이 수반된다. 품위는 금 1.33~1.77 g/t, 은 557.3~743.1 g/t, 구리 5.87~7.83%이다.

### 마동광산
마동광산(馬銅鑛山)은 이산광산에 인접한 광산으로 이산광산 남맥의 서부 연장부를 채광하였다. 광맥의 주향은 북서 40~60°, 경사는 남서 내지 북동 80°이며 맥폭은 20~50 cm, 평균 25 cm이다. 품위는 금 1.92~2.40 g/t, 은 575.9~719.9 g/t , 구리 6.64~9.49%이다.

### 용흥광산
용흥광산(興龍鑛山)은 창원시 마산회원구 봉암동에 위치한 광산으로 일대의 지질은 인산암 및 휘석분암에 배태된 석영맥이다. 황동석, 황철석, 섬아연석, 적철석 등의 광물이 산출된다.

## 창원시의 단층

### 창원 단층
창원 단층은 안민터널 북측 입구에서 웅산과 불모산 사이로 지나는 서북서-동남동 방향의 단층이다.

### 남포 단층
남포 단층은 구산면 난포리에서 반동리를 지나 내포리 미리 마을을 지나는 연장 8 km 이상, 서북서-동남동 주향의 단층이다. 단층을 경계로 남측에 하부 안산암질암류가, 북측에 상부 안산암질암류가 분포하여 북측이 남측보다 하강하였다.

### 삼포 단층
삼포 단층은 창원시 진해구 명동 삼포마을에서 수치항으로 이어지는 연장 4 km, 서북서-동남동 주향의 단층이다. 이 단층을 경계로 북측에 진해화성쇄설암이, 남측에 여좌화산쇄설암이 분포하여 북측이 약간 하강하였다.

### 마산만 단층
마산만 단층은 마산만을 북동 70°주향으로 지나며 데이사이트 내에서 수 미터 폭의 파쇄대를 보이고 동측이 하강하였다. 파쇄대에서는 흔히 단층각력암과 단층점토를 보인다.

## 같이 보기
- 경상 누층군 진동층, 성포리층
- 장대 단층
- 창원시